# Anoplodactylus ophiurophilus
Anoplodactylus ophiurophilus är en havsspindelart som beskrevs av Stock, J.H. 1979. Anoplodactylus ophiurophilus ingår i släktet Anoplodactylus och familjen Phoxichilidiidae. Inga underarter finns listade i Catalogue of Life.